# Nikon GP-N100
Der Nikon GP-N100 ist ein GPS-Empfänger von Nikon zur Erfassung der geographischen Position (Längen- und Breitengrad) im NMEA-Format (Version 3.1), welche dann in den Exif-Daten des Bildes gespeichert werden. Die Möglichkeit, die Richtung der Kamerahaltung zu bestimmen, wird nicht genutzt.

## Technische Daten
- Geodätisches Referenzsystem: WGS84
- Kaltstart: ca. 40 s; Warmstart: ca. 3 s. Die Aktualisierungsrate ist sekündlich.
- Die GPS-Genauigkeit liegt bei horizontal 10 m RMS.
- Die Betriebstemperatur liegt zwischen 0 und 40 Grad Celsius.
- Das Gewicht beträgt 21 g.

## Kompatibilität
Der GP-N100 ist kompatibel zu:
- Nikon 1

## Anschlüsse
Der GP-N100 hat folgende Anschlüsse:
- USB zum Anschluss an einen PC
- Halterung für den Blitzschuh